# Afonso I của Bồ Đào Nha
Afonso I (25 tháng 6, 1109, Guimarães hoặc Viseu – 6 tháng 12, 1185, Coimbra), thường được gọi là Afonso Henriques (phát âm tiếng Bồ Đào Nha: [ɐˈfõsu ẽˈʁikɨʃ]), người Bồ Đào Nha gọi ông bằng biệt danh "Nhà Chinh phục" (tiếng Bồ Đào Nha: o Conquistador), "Người Sáng lập" (o Fundador) hoặc "Đại đế" (o Grande), người Moor gọi ông là El-Bortukali ("Người Bồ Đào Nha") và Ibn-Arrik ("Con trai của Henry", "Henriques"), là vị vua đầu tiên của Bồ Đào Nha. Ông chính là người đã dẫn dắt Bá quốc Bồ Đào Nha giành được độc lập từ Vương quốc Galicia của vua xứ León vào năm 1139, thành lập một vương quốc mới và bành trướng lãnh địa trong công cuộc "Tái chinh phục" (Reconquista), một mục tiêu mà ông theo đuổi suốt đời cho tới khi mất vào năm 1185 sau bốn mươi sáu năm chinh chiến chống lại người Moor. Tuy giành độc lập vào năm 1139 nhưng mãi đến năm 1143, Bồ Đào Nha mới được các nước lân bang là Castile và León công nhận là một vương quốc độc lập. Bốn năm sau, quân Bồ Đào Nha đã đánh chiếm thành công Lisboa từ tay người Moor.

## Tiểu sử

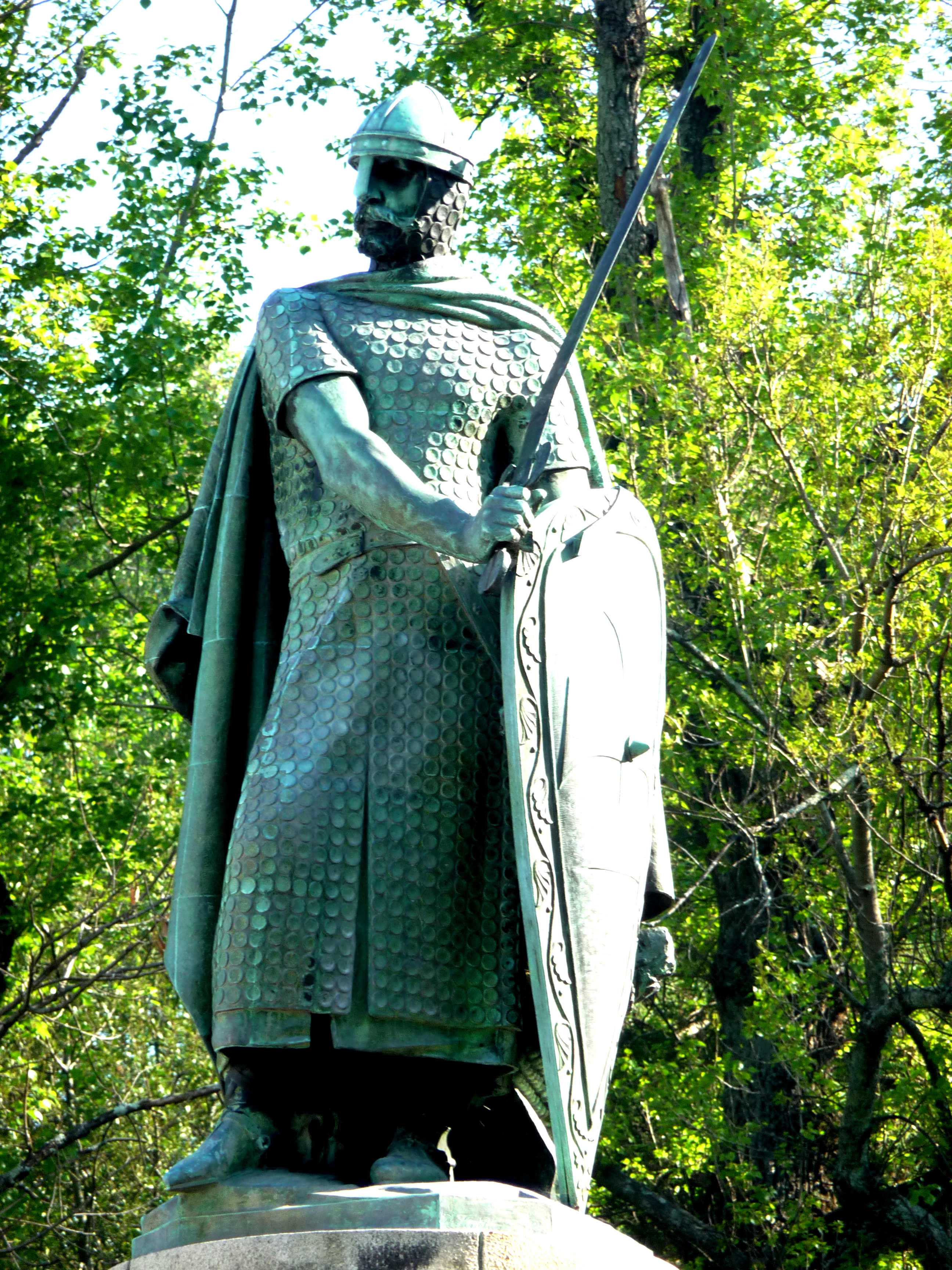
Tượng Afonso I của Bồ Đào Nha ở Guimarães, quận Braga.

Afonso I là con trai của Henry, Bá tước Bồ Đào Nha và Theresa xứ León, con gái ngoài giá thú của vua Alfonso VI xứ León. Cả hai cùng nhau trị vì trên danh nghĩa là Bá tước và Nữ Bá tước của Bồ Đào Nha cho đến khi Henry qua đời, sau đó Theresa tự mình cai trị lấy. Afonso sinh vào năm 1109 lấy hiệu là Hoàng tử sau khi được mẹ trao lại ngôi vị, đa số quý tộc Bồ Đào Nha đều ủng hộ ông vì họ không thích cái liên minh giữa Galicia và Bồ Đào Nha của Theresa, do vậy bà đã tái hôn với triều đình Galicia có uy quyền lớn nhất để tìm kiếm sự hậu thuẫn.
Năm 1120, vị hoàng tử trẻ tuổi quay sang ủng hộ Paio Mendes da Maia, Tổng giám mục xứ Braga, một kẻ thù chính trị của Theresa đã khiến bà ra lệnh lưu đày cả hai. Đến năm 1122 Afonso mới tròn mười bốn tuổi được coi là độ tuổi trưởng thành vào thế kỷ 12. Ông tự phong làm hiệp sĩ nhờ số tiền riêng ở Thánh đường Zamora, gắng sức chiêu binh mãi mã và tiến hành kiểm soát các lãnh địa của mẹ mình. Trong trận São Mamede vào năm 1128 gần Guimarães ông đã đánh thắng quân đội dưới quyền người cha dượng và đồng minh của Theresa là Bá tước Fernando Peres de Trava xứ Galicia, rồi ra lệnh lưu đày bà vĩnh viễn đến một tu viện ở Galicia. Như vậy khả năng tái hợp Bồ Đào Nha (lúc này vẫn gọi là Nam Galicia) vào một Vương quốc Bồ Đào Nha và Galicia như trước đã bị loại bỏ và Afonso trở thành người cai trị duy nhất (Công tước Bồ Đào Nha) nối tiếp yêu cầu đòi độc lập từ giới chức sắc và quý tộc của Bá quốc. Ông còn đánh bại đứa cháu ngoại Alfonso VII xứ León đang trên đường đến giải cứu Theresa, từ đó giúp vương quốc thoát khỏi sự phụ thuộc chính trị từ nước láng giềng León. Ngày 6 tháng 4 năm 1129, Afonso Henriques ban chiếu lệnh trong đó ông tự xưng là Vương công Bồ Đào Nha.
Sau khi ổn định tình hình trong nước, ông chính thức kéo quân tiến về miền nam để xử lý vấn đề dai dẳng của người Moor (là tên gọi người Hồi giáo của người dân xứ Iberia). Các chiến dịch của Afonso hầu hết đều thành công và vào 25 tháng 7 năm 1139, ông giành được một chiến thắng áp đảo trong trận Ourique trước quân thù, ngay lập tức đám đông binh sĩ liền reo hò tung hô ông là Vua Bồ Đào Nha, kể từ đó ông đã thiết lập địa vị bình đẳng của mình với các vương quốc khác trên bán đảo. Có truyền thuyết kể rằng trước khi lâm trận Afonso Henriques đã nhìn thấy Chúa Cứu thế hiển linh. Vì vậy mà ông tin rằng người Bồ Đào Nha là một dân tộc được Chúa chọn. Hội đồng đầu tiên của các đẳng cấp được triệu tập tại Lamego và cũng là nơi mà theo lời mô tả trong sử sách Bồ Đào Nha thế kỷ 17, đích thân Tổng giám mục xứ Braga đã trao vương miện cho Afonso để xác nhận quyền độc lập của Bồ Đào Nha.

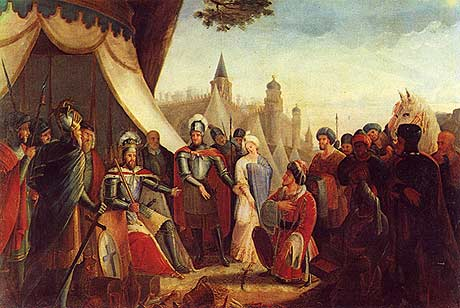
Vua Afonso I trong cuộc vây hãm Lisboa.

Việc giành độc lập từ quyền bá chủ của Alfonso VII xứ León không chỉ đạt được bằng quân sự. Bá quốc Bồ Đào Nha vẫn phải được các nước lân cận công nhận về mặt ngoại giao như một vương quốc và quan trọng nhất là Giáo hội Công giáo La Mã và Giáo hoàng. Afonso bèn cưới Maud xứ Savoy, con gái của Amadeus III, Bá tước xứ Savoy và gửi sứ giả tới Roma để đàm phán với Giáo hoàng. Ông đã thành công trong việc từ bỏ chủ quyền của người anh họ Alfonso VII xứ León thay vào đó trở thành một chư hầu của Giáo hoàng, như vua Sicilia và Aragon đã làm trước đó. Giáo hoàng đã ban sắc lệnh Manifestis Probatum vào năm 1179 chấp nhận vị vua mới như một chư hầu thuộc quyền Giáo hoàng.
Ngay ở Bồ Đào Nha Afonso đã cho xây dựng nhiều tu viện và ban đặc quyền quan trọng đối với các dòng tu. Đáng chú ý là việc xây dựng Tu viện Alcobaça, mà ông gọi là Dòng Xitô của người chú Bernard xứ Clairvaux của Bourgogne. Vào năm 1143, ông đã viết thư cho Giáo hoàng Innocent II tuyên bố mình và vương quốc đều là những tôi tớ của Giáo hội, thề sẽ đánh đuổi lũ dị giáo (người Moor) ra khỏi bán đảo Iberia. Cố tình phớt lờ các vua xứ León, Afonso tuyên bố rằng chính mình là người trung thành tuyệt đối của Giáo hoàng. Ông còn tiếp tục thể hiện mình qua các kỳ công chống lại người Moor như tiến chiếm Santarém và công hãm Lisboa vào năm 1147. Ông còn chinh phục một phần quan trọng ở vùng đất phía nam sông Tagus dù bị người Moor chiếm lại vào năm sau.
Trong khi đó, vua Alfonso VII xứ León (anh họ của Afonso) vẫn xem người cai trị độc lập của Bồ Đào Nha chẳng khác gì một kẻ nổi loạn. Xung đột giữa hai bên vẫn diễn ra liên tục và gay gắt trong những năm tiếp theo. Afonso còn tham gia vào cuộc chiến bên phe của vua Aragon và trở thành kẻ thù của Castile. Để đảm bảo liên minh bền vững, ông đã cho con mình là Sancho đính hôn với Dulce, em gái của Bá tước xứ Barcelona và Infanta xứ Aragon. Mãi đến năm 1143, Hiệp ước Zamora mới được ký kết kiến tạo nền hòa bình giữa hai bên và được Vương quốc León công nhận rằng Bồ Đào Nha thực sự là một vương quốc có chủ quyền.

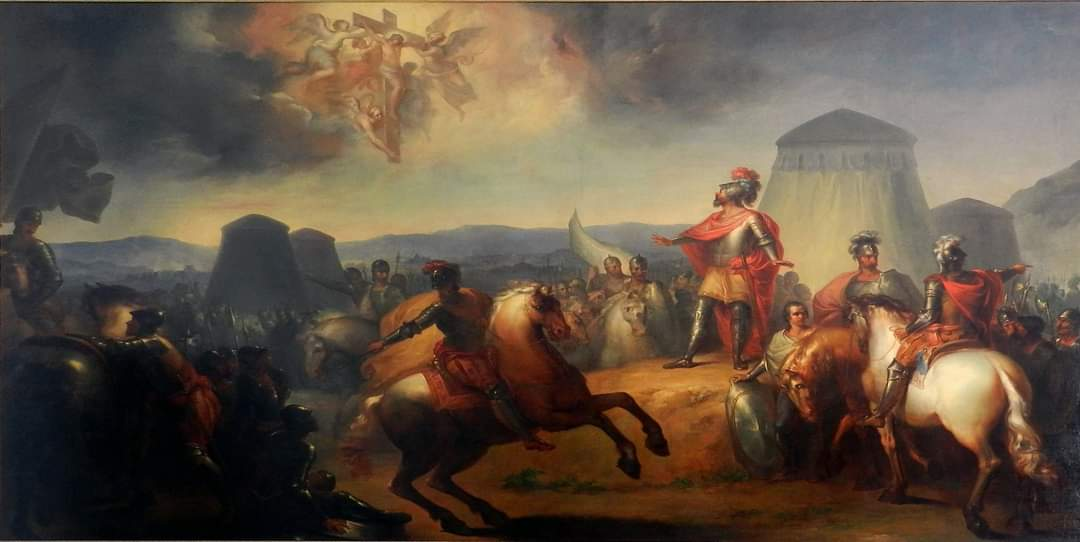
Afonso trong trận Ourique.

Năm 1169 trong một lần giao tranh gần ở Badajoz với quân của vua xứ León thì Afonso đột nhiên bị ngã ngựa và bắt làm tù binh. Bồ Đào Nha buộc phải trao trả lại hầu hết các vùng đất ở miền bắc Minho mà Afono đã xâm chiếm ở Galicia trong các năm trước đó mới chuộc ông về được. Vào năm 1179 các đặc quyền và đặc ân dành cho Giáo hội Công giáo La Mã mới được bù đắp. Trong chiếu thư Manifestis Probatum, Giáo hoàng Alexander III đã công nhận Afonso là vua và Bồ Đào Nha là một nước độc lập có quyền chinh phục lãnh thổ của người Moor. Nhờ sự bảo trợ của Giáo hoàng, Bồ Đào Nha cuối cùng cũng được nhìn nhận như một vương quốc.
Năm 1184, bất chấp tuổi tác đã cao mà Afonso vẫn còn đủ sức giải vây cho con mình là Sancho đang bị quân Moor vây hãm ở Santarém. Ít lâu sau ông qua đời vào ngày 6 tháng 12 năm 1185. Người Bồ Đào Nha rất mực tôn kính và coi ông như một vị anh hùng dân tộc, kể cả những miêu tả về cá tính của ông và là người sáng lập đất nước của họ. Có những câu chuyện thần thoại còn kể rằng phải tới 10 người mới mang nổi thanh kiếm của ông, cũng như Afonso muốn giao đấu tay đôi với các vua khác nhưng chẳng ai dám chấp nhận lời thách đấu này.

## Nghiên cứu

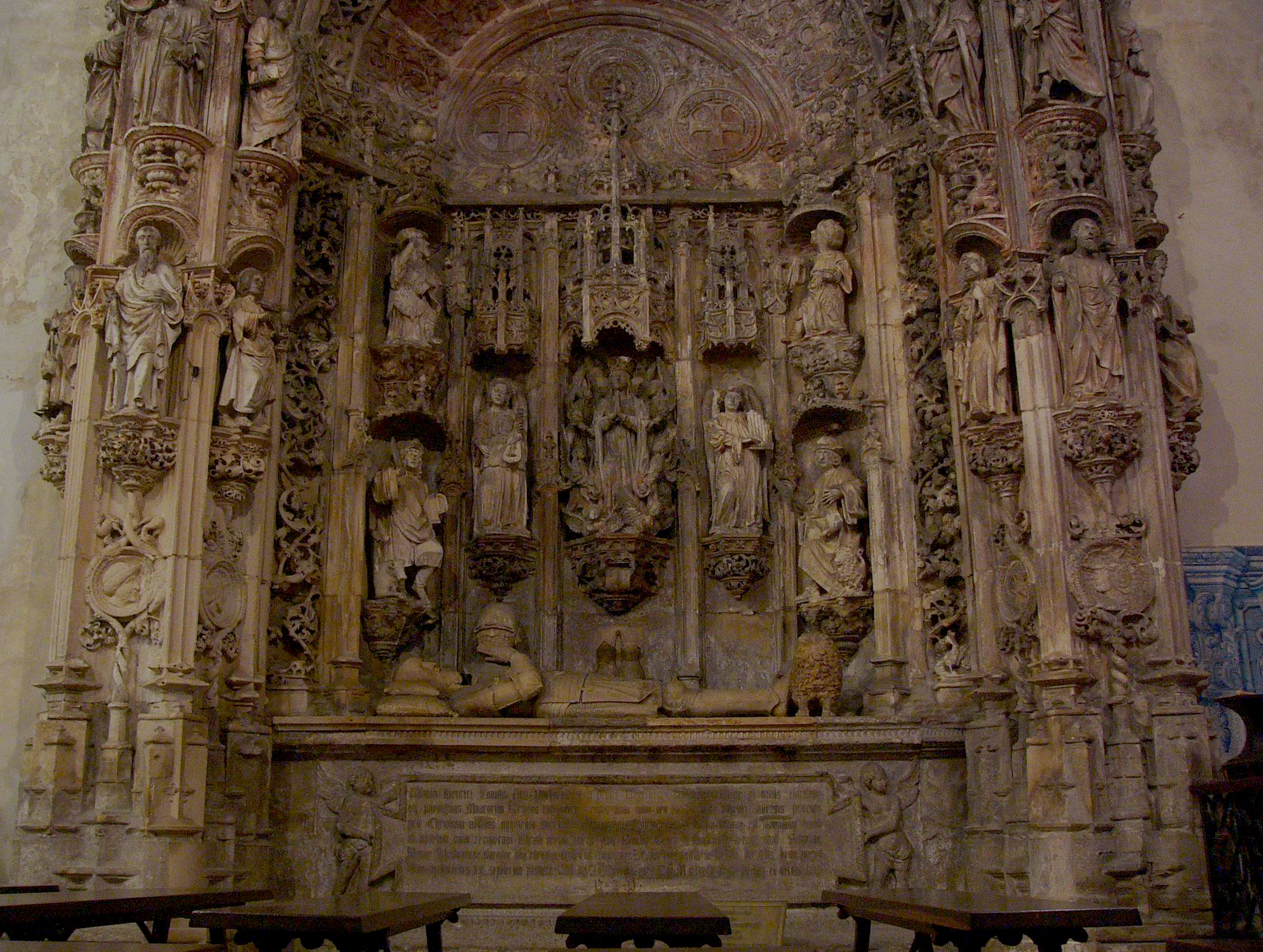
Ngôi mộ của Afonso Henriques tại Tu viện Santa Cruz ở Coimbra.

Vào tháng 7 năm 2006, ngôi mộ của vua nằm ở Tu viện Santa Cruz tại Coimbra đã được mở ra vì mục đích khoa học của các nhà nghiên cứu đến từ Đại học Coimbra (Bồ Đào Nha), và Đại học Granada (Tây Ban Nha). Việc mở ngôi mộ làm dấy lên mối quan tâm đáng kể trong một số lĩnh vực của xã hội Bồ Đào Nha và IPPAR - Instituto Português do Património Arquitectónico (Cơ quan Kiến trúc Di sản Nhà nước Bồ Đào Nha). Chính phủ đành tạm dừng việc mở cửa, yêu cầu nhiều nghị định thư từ nhóm nhà khoa học vì tầm quan trọng của đức vua trong việc kiến lập quốc gia.

## Tổ tiên
Đây là những tổ tiên năm đời được biết đến của Afonso Henriques.
| \| \| \| \| \| \| \| \| \| \| \| \| \| \| \| \| \| \| \| \| 16. Vua Robert II của Pháp \| \| \| \| \| \| \| \| \| \| \| \| \| \| \| \| \| \| \| \| \| \| \| \| \| \| \| \| \| \| \| \| \| \| \| \| \| \| \| \| \| \| \| \| \| \| \| \| \| \| \| \| \| \| 8. Robert I, Công tước Bourgogne \| \| \| \| \| \| \| \| \| \| \| \| \| \| \| \| \| \| \| \| \| \| \| \| \| \| \| \| \| \| \| \| \| \| \| \| \| \| \| \| \| \| \| \| \| \| \| \| \| \| \| \| \| \| 17. Constance của Arles \| \| \| \| \| \| \| \| \| \| \| \| \| \| \| \| \| \| \| \| \| \| \| \| \| \| \| \| \| \| \| \| \| \| \| \| \| \| \| \| \| \| \| \| \| \| \| \| \| \| \| \| \| \| 4. Henry của Bourgogne \| \| \| \| \| \| \| \| \| \| \| \| \| \| \| \| \| \| \| \| \| \| \| \| \| \| \| \| \| \| \| \| \| \| \| \| \| \| \| \| \| \| \| \| \| \| \| \| \| \| \| \| \| \| 18. Dalmas, Lãnh chúa Semur \| \| \| \| \| \| \| \| \| \| \| \| \| \| \| \| \| \| \| \| \| \| \| \| \| \| \| \| \| \| \| \| \| \| \| \| \| \| \| \| \| \| \| \| \| \| \| \| \| \| \| \| \| \| 9. Helie của Semur \| \| \| \| \| \| \| \| \| \| \| \| \| \| \| \| \| \| \| \| \| \| \| \| \| \| \| \| \| \| \| \| \| \| \| \| \| \| \| \| \| \| \| \| \| \| \| \| \| \| \| \| \| \| 19. Aremburge của Bourgogne \| \| \| \| \| \| \| \| \| \| \| \| \| \| \| \| \| \| \| \| \| \| \| \| \| \| \| \| \| \| \| \| \| \| \| \| \| \| \| \| \| \| \| \| \| \| \| \| \| \| \| \| \| \| 2. Henry của Bourgogne, Bá tước Bồ Đào Nha \| \| \| \| \| \| \| \| \| \| \| \| \| \| \| \| \| \| \| \| \| \| \| \| \| \| \| \| \| \| \| \| \| \| \| \| \| \| \| \| \| \| \| \| \| \| \| \| \| \| \| \| \| \| 1. Afonso I of Portugal \| \| \| \| \| \| \| \| \| \| \| \| \| \| \| \| \| \| \| \| \| \| \| \| \| \| \| \| \| \| \| \| \| \| \| \| \| \| \| \| \| \| \| \| \| \| \| \| \| \| \| \| \| \| 24. Vua Sancho III xứ Navarre \| \| \| \| \| \| \| \| \| \| \| \| \| \| \| \| \| \| \| \| \| \| \| \| \| \| \| \| \| \| \| \| \| \| \| \| \| \| \| \| \| \| \| \| \| \| \| \| \| \| \| \| \| \| 12. Vua Ferdinand I của León và Castile \| \| \| \| \| \| \| \| \| \| \| \| \| \| \| \| \| \| \| \| \| \| \| \| \| \| \| \| \| \| \| \| \| \| \| \| \| \| \| \| \| \| \| \| \| \| \| \| \| \| \| \| \| \| 25. Mayor của Castile \| \| \| \| \| \| \| \| \| \| \| \| \| \| \| \| \| \| \| \| \| \| \| \| \| \| \| \| \| \| \| \| \| \| \| \| \| \| \| \| \| \| \| \| \| \| \| \| \| \| \| \| \| \| 6. Vua Alfonso VI của León và Castile \| \| \| \| \| \| \| \| \| \| \| \| \| \| \| \| \| \| \| \| \| \| \| \| \| \| \| \| \| \| \| \| \| \| \| \| \| \| \| \| \| \| \| \| \| \| \| \| \| \| \| \| \| \| 26. Vua Alfonso V của León \| \| \| \| \| \| \| \| \| \| \| \| \| \| \| \| \| \| \| \| \| \| \| \| \| \| \| \| \| \| \| \| \| \| \| \| \| \| \| \| \| \| \| \| \| \| \| \| \| \| \| \| \| \| 13. Sancha của León \| \| \| \| \| \| \| \| \| \| \| \| \| \| \| \| \| \| \| \| \| \| \| \| \| \| \| \| \| \| \| \| \| \| \| \| \| \| \| \| \| \| \| \| \| \| \| \| \| \| \| \| \| \| 27. Elvira Mendes của Bồ Đào Nha \| \| \| \| \| \| \| \| \| \| \| \| \| \| \| \| \| \| \| \| \| \| \| \| \| \| \| \| \| \| \| \| \| \| \| \| \| \| \| \| \| \| \| \| \| \| \| \| \| \| \| \| \| \| 3. Teresa của León, Nữ Bá tước Bồ Đào Nha \| \| \| \| \| \| \| \| \| \| \| \| \| \| \| \| \| \| \| \| \| \| \| \| \| \| \| \| \| \| \| \| \| \| \| \| \| \| \| \| \| \| \| \| \| \| \| \| \| \| \| \| \| \| 7. Ximena Moniz \| \| \| \| \| \| \| \| \| \| \| \| \| \| \| \| \| \| \| \| \| \| \| \| \| \| \| \| \| \| \| \| \| \| \| \| \| \| \| \| \| \| \| \| \| \| \| \| \| \| \| \| |                                            |  |  |  |  |  |  |  |  |  |  |  |  |  |  |  |
| |                                            |  |  |  |  |  |  |  |  |  |  |  |  |  |  |  |
| | 16. Vua Robert II của Pháp                 |  |  |  |  |  |  |  |  |  |  |  |  |  |  |  |
| |                                            |  |  |  |  |  |  |  |  |  |  |  |  |  |  |  |
| |                                            |  |  |  |  |  |  |  |  |  |  |  |  |  |  |  |
| | 8. Robert I, Công tước Bourgogne           |  |  |  |  |  |  |  |  |  |  |  |  |  |  |  |
| |                                            |  |  |  |  |  |  |  |  |  |  |  |  |  |  |  |
| |                                            |  |  |  |  |  |  |  |  |  |  |  |  |  |  |  |
| | 17. Constance của Arles                    |  |  |  |  |  |  |  |  |  |  |  |  |  |  |  |
| |                                            |  |  |  |  |  |  |  |  |  |  |  |  |  |  |  |
| |                                            |  |  |  |  |  |  |  |  |  |  |  |  |  |  |  |
| | 4. Henry của Bourgogne                     |  |  |  |  |  |  |  |  |  |  |  |  |  |  |  |
| |                                            |  |  |  |  |  |  |  |  |  |  |  |  |  |  |  |
| |                                            |  |  |  |  |  |  |  |  |  |  |  |  |  |  |  |
| | 18. Dalmas, Lãnh chúa Semur                |  |  |  |  |  |  |  |  |  |  |  |  |  |  |  |
| |                                            |  |  |  |  |  |  |  |  |  |  |  |  |  |  |  |
| |                                            |  |  |  |  |  |  |  |  |  |  |  |  |  |  |  |
| | 9. Helie của Semur                         |  |  |  |  |  |  |  |  |  |  |  |  |  |  |  |
| |                                            |  |  |  |  |  |  |  |  |  |  |  |  |  |  |  |
| |                                            |  |  |  |  |  |  |  |  |  |  |  |  |  |  |  |
| | 19. Aremburge của Bourgogne                |  |  |  |  |  |  |  |  |  |  |  |  |  |  |  |
| |                                            |  |  |  |  |  |  |  |  |  |  |  |  |  |  |  |
| |                                            |  |  |  |  |  |  |  |  |  |  |  |  |  |  |  |
| | 2. Henry của Bourgogne, Bá tước Bồ Đào Nha |  |  |  |  |  |  |  |  |  |  |  |  |  |  |  |
| |                                            |  |  |  |  |  |  |  |  |  |  |  |  |  |  |  |
| |                                            |  |  |  |  |  |  |  |  |  |  |  |  |  |  |  |
| | 1. Afonso I of Portugal                    |  |  |  |  |  |  |  |  |  |  |  |  |  |  |  |
| |                                            |  |  |  |  |  |  |  |  |  |  |  |  |  |  |  |
| |                                            |  |  |  |  |  |  |  |  |  |  |  |  |  |  |  |
| | 24. Vua Sancho III xứ Navarre              |  |  |  |  |  |  |  |  |  |  |  |  |  |  |  |
| |                                            |  |  |  |  |  |  |  |  |  |  |  |  |  |  |  |
| |                                            |  |  |  |  |  |  |  |  |  |  |  |  |  |  |  |
| | 12. Vua Ferdinand I của León và Castile    |  |  |  |  |  |  |  |  |  |  |  |  |  |  |  |
| |                                            |  |  |  |  |  |  |  |  |  |  |  |  |  |  |  |
| |                                            |  |  |  |  |  |  |  |  |  |  |  |  |  |  |  |
| | 25. Mayor của Castile                      |  |  |  |  |  |  |  |  |  |  |  |  |  |  |  |
| |                                            |  |  |  |  |  |  |  |  |  |  |  |  |  |  |  |
| |                                            |  |  |  |  |  |  |  |  |  |  |  |  |  |  |  |
| | 6. Vua Alfonso VI của León và Castile      |  |  |  |  |  |  |  |  |  |  |  |  |  |  |  |
| |                                            |  |  |  |  |  |  |  |  |  |  |  |  |  |  |  |
| |                                            |  |  |  |  |  |  |  |  |  |  |  |  |  |  |  |
| | 26. Vua Alfonso V của León                 |  |  |  |  |  |  |  |  |  |  |  |  |  |  |  |
| |                                            |  |  |  |  |  |  |  |  |  |  |  |  |  |  |  |
| |                                            |  |  |  |  |  |  |  |  |  |  |  |  |  |  |  |
| | 13. Sancha của León                        |  |  |  |  |  |  |  |  |  |  |  |  |  |  |  |
| |                                            |  |  |  |  |  |  |  |  |  |  |  |  |  |  |  |
| |                                            |  |  |  |  |  |  |  |  |  |  |  |  |  |  |  |
| | 27. Elvira Mendes của Bồ Đào Nha           |  |  |  |  |  |  |  |  |  |  |  |  |  |  |  |
| |                                            |  |  |  |  |  |  |  |  |  |  |  |  |  |  |  |
| |                                            |  |  |  |  |  |  |  |  |  |  |  |  |  |  |  |
| | 3. Teresa của León, Nữ Bá tước Bồ Đào Nha  |  |  |  |  |  |  |  |  |  |  |  |  |  |  |  |
| |                                            |  |  |  |  |  |  |  |  |  |  |  |  |  |  |  |
| |                                            |  |  |  |  |  |  |  |  |  |  |  |  |  |  |  |
| | 7. Ximena Moniz                            |  |  |  |  |  |  |  |  |  |  |  |  |  |  |  |
| |                                            |  |  |  |  |  |  |  |  |  |  |  |  |  |  |  |
| |                                            |  |  |  |  |  |  |  |  |  |  |  |  |  |  |  |

## Con cháu
Afonso kết hôn vào năm 1146 với Mafalda hay Maud xứ Savoy (1125–1158), con gái của Amadeo III, Bá tước xứ Savoy và Mahaut xứ Albon. 
| Tên                                             | Sinh            | Mất              | Chú thích |
| ----------------------------------------------- | --------------- | ---------------- | --- |
| Với Maud xứ Savoy (1125–1158; kết hôn năm 1146) |                 |                  | |
| Henry (Henrique)                                | 5 tháng 3, 1147 | 1147             | |
| Mafalda                                         | 1148            | c. 1160          | |
| Urraca                                          | khoảng 1151     | 1188             | Kết hôn với Ferdinand II của León.                                                                           |
| Sancha                                          | 1153            | 1159             | |
| Sancho                                          | 1154            | 26 tháng 3, 1212 | Kế vị cha vương hiệu Sancho I, Vua Bồ Đào Nha đời thứ hai                                                    |
| John (João)                                     | 1156            | 1156             | |
| Theresa (Teresa)                                | 1157            | 1218             | tái hôn với Philip I xứ Flanders và Odo III, Công tước Bourgogne.                                            |
| Con ngoài giá thú với Elvira Gálter             |                 |                  | |
| Urraca Afonso                                   | khoảng 1130     | ?                | Married Pedro Afonso Viegas. Phu nhân xứ Aveiro.                                                             |
| Con ngoài giá thú khác                          |                 |                  | |
| Fernando Afonso                                 | ?               | khoảng 1172      | Đại tướng quân của Vương quốc (Nguyên soái Bồ Đào Nha)                                                       |
| Pedro Afonso                                    | 1130            | 1169             | Còn gọi là Pedro Henriques. Đại Trưởng lão đời thứ nhất của Giáo binh đoàn Aviz.                             |
| Afonso                                          | khoảng 1135     | 1207             | Đại Trưởng lão đời thứ 12 của Giáo binh đoàn Thánh Gioan đảo Rhodes (hay còn gọi là dòng tu Hiệp sĩ Cứu tế). |
| Teresa Afonso                                   | khoảng 1135     | ?                | Kết hôn với Fernando Martins Bravo hay Martim Moniz.                                                         |